# Breezy Point
Breezy Point è una città degli Stati Uniti d'America, situata in Minnesota, nella contea di Crow Wing.